# Кривцов, Владимир Станиславович
Влади́мир Станисла́вович Кривцо́в (12 декабря 1946, Волчанск, Харьковская область — 24 июня 2017, Харьков) — ректор Национального аэрокосмического университета им. Н. Е. Жуковского «Харьковский авиационный институт» (ХАИ). Руководитель отдела аэрокосмической техники Академии инженерных наук Украины. Доктор технических наук, профессор.
Брат политика и государственного деятеля Александра Кривцова.

## Биография
В 1971 году окончил Харьковский авиационный институт по специальности «самолетостроение».
- 1971—1976 инженер кафедры прочности летательных аппаратов Харьковского авиационного института (сейчас — Национальный аэрокосмический университет им. Н.Жуковского «Харьковский авиационный институт»).
- 1976—1980 ассистент, старший преподаватель кафедры 107 ХАИ.
- 1980—1989 инструктор, заместитель заведующего отделом, заведующий отделом науки и учебных заведений Харьковского обкома КПУ.
- 1989—1998 проректор по научной работе ХАИ. В 1997 году защитил докторскую диссертацию по теме «Концепция создания технологических систем производства деталей летательных аппаратов с использованием импульсных методов обработки»[2].
- С февраля 1998 года — ректор ХАИ. Руководитель отдела аэрокосмической техники Академии инженерных наук Украины.

Заведующий кафедрой технологии производства летательных аппаратов ХАИ; главный редактор профессионального издания «Авиационно-космическая техника и технология»; глава спецсовета по защите докторских диссертаций; член Совета по вопросам науки и научно-технологической политики при президенте Украины с 1996 года; глава научно-методического совета по направлению «Авиация и космонавтика» Министерства образования и науки Украины.

## Научная деятельность
Автор и соавтор более 160 научных работ.

## Политическая деятельность
В 1986—1989 годах депутат Харьковского горсовета.

## Награды
- Лауреат Государственной премии Украины в области науки и техники за разработку теоретических основ и внедрение высокопродуктивных технологий, которые повышают ресурс и надежность работы деталей и узлов двигателей (2001).
- Заслуженный деятель науки и техники Украины (2004).
- Имеет государственную награду по случаю 75-летия создания Харьковской области.
- Нагрудные знаки «Почётный работник ракетно-космической отрасли Украины» (2005 г..) и «Почетный авиастроитель Украины» (2005 г.).
- «Почётный гражданин города Харькова»
- Почётная грамота Верховной Рады Украины (2005 г.)
- Орден «За заслуги» III степени
- Медаль «За трудовое отличие»[1].